# LIV MOON
LIV MOON（リブ・ムーン、2009年 - ）は、AKANE LIVによるシンフォニックメタルユニット。
所属レーベルはビクターエンタテインメント。

## メンバー
AKANE LIV
ボーカル。
元宝塚歌劇団の男役で、4オクターブの音域をもつ高い歌唱力と、日本人離れした風貌をもつ。

## プロデューサー
西脇辰弥
音楽プロデューサー、作曲、編曲、キーボードを担当。
LIV MOONの音楽性の鍵を握っている。

## サポートメンバー
黒田晃年(G)
大村孝佳(G)
KENTARO(G)
廣瀬洋一(B)
MASAKI(B)
菅沼孝三(Dr)
前田秋気(Dr)
前田遊野(Dr)

## 略歴

### 2009年
岡本茜が音楽プロデューサー西脇辰弥と出会い、シンフォニックメタルユニット「LIV MOON」を立ち上げる。8月3日、メジャー・デビュー前にESCOLTAコンサート「Singing Drama ～信じる者たちへの歌」にゲスト出演し、『THE PHANTOM OF THE OPERA』を初披露。
10月14日、タワーレコード限定のシングル『THE PHANTOM OF THE OPERA』をリリース。
10月17日、LOUD PARK 09に出演。サポートメンバーとして、廣瀬洋一(B)、菅沼孝三(Dr)、黒田晃年(G)を迎え、西脇はキーボードとして参加するラインナップでパフォーマンス。
12月16日、アルバム『DOUBLE MOON』でメジャー・デビュー。

### 2010年
3月3日、初のワンマンライブ「美神降臨〜LIV MOON FIRST CLUB SHOW〜」（Shibuya O-EAST）を実施。18曲を熱唱した。
3月、『BURRN!』（2010年4月号／シンコーミュージック・エンタテイメント）の『「2009年度・読者人気投票結果発表」BRIGHTEST HOPE部門』にて、STEEL PANTHERに続き、第2位に輝いた。
10月3日・5日、東京・大阪で初ライブツアー「Scream As A Woman Club Tour 2010」を実施。
10月23日・25日、スウェーデンのヨーテボリにて、元ハンマーフォールのベーシストマグナス・ルセーンら現地著名ミュージシャンと共同ライブを実施。スウェーデンのTVでも放映された。

### 2011年
3月16日、2ndアルバム『GOLDEN MOON』を発売。ジャケットではAKANE.LIVがヌード・ジュエリーとレースのグローブのみを身につけ、胸元を隠したセミヌードに挑戦。本作より、大村孝佳(G)、MASAKI(B)、前田秋気(Dr)をサポートメンバーに迎える。
4月24日、「LIV MOON CLUB SHOW 2011GOLDEN MOON 〜月華月虹〜」をShibuya O-EASTにて開催。
6月29日、上記ライブを収録したDVD「LIV MOON CLUB SHOW 2011 GOLDEN MOON ～月華月虹～」を発売。

### 2012年
1月18日、3rdアルバム「Symphonic Moon」を発売（オリコンデイリーランキング15位）。本作では清水昭男がオープニング2曲の作曲とギターを担当している。同日23時より、ニコニコ生放送で「厳選ライブ映像 一挙放送」番組が放送され、16,000人以上の入場者を記録。
3月3日、4日ワンマン2Daysライブ「LIV MOON CLUB SHOW2012“Symphonic Moon”」を恵比寿リキッドルームで開催。4日の公演はニコニコ生放送にて本編のみ放送され、約12,000人の来場者を記録。

## エピソード
岡本が偶然耳にしたナイトウィッシュの「THE PHANTOM OF THE OPERA」に衝撃を受け、シンフォニックメタルが自分が思い描いていた理想の音楽であると気づく。これがLIV MOONの原点となっている。ユニット名の由来は、「LIV」は岡本のスウェーデン名のリヴ・カミンスキーから、MOONは岡本の宝塚時代の芸名「神月茜（かみづきあかね）」から。
デビュー前のデモ音源だけで、LOUD PARK 09へ出演した。ヘヴィメタル雑誌「BURRN!」12月号では日本人アーティストでは異例の3ページにわたる記事が掲載され、AKANE LIVは“4オクターブの美神”と評された。

## 作品

### シングル
- 「THE PHANTOM OF THE OPERA」（2009年10月14日）※タワーレコード限定シングル

### 配信シングル
- El Dorado（2022年11月9日[1]）
- Never…（2022年11月30日[2]）
- You Live in Me（2024年3月6日)新曲2曲+ライブ音源2曲
- SEIZE THE DAYS（2024年5月10日)

### アルバム
- 「DOUBLE MOON」（2009年12月14日）メジャー・デビュー
- 「GOLDEN MOON」（2011年3月16日）
- 「Symphonic Moon」（2012年1月18日）
- 「THE END OF THE BEGINNING」（2012年9月26日）
- 「The Best of LIV MOON」（2015年6月24日）ベスト・アルバム[3]
- 「R.E.D」（2016年11月9日）ミニアルバム[4]
- 「CIRCLE OF LIFE」（2024年6月19日）6thフルアルバム

### DVD
- 「LIV MOON CLUB SHOW 2011 GOLDEN MOON ～月華月虹～」（2011年6月29日）

### その他
- 「COVERS ～Scream As A Woman～」（CD＋DVD、2010年6月23日）

### タイアップ曲
- 「LA LUNA」（ドビュッシー「月の光」のカバー）
  - 花王「美容入浴液 エモリカ 蜜肌」CMソング
- 「Good Night」
  - 大阪日航ホテル[5]
- 「アメイジング・グレイス」
  - ワールドビジョンCMソング

### 雑誌
- 「BURRN!」（2009年12月号、2010年5月号）

## 主な出演

### ライブ
- ESCOLTA「Singing Drama ～信じる者たちへの歌」（2009年8月3日 赤坂ACTシアター） ※ゲスト出演
- 「LOUD PARK 09」（2009年10月17日 幕張メッセ）
- 「美神降臨～LIV MOON FIRST CLUB SHOW」（2010年3月3日 渋谷O-EAST）
- 「HEEFEST2010」（2010年4月18日 渋谷O-EAST）
- 「Scream As A Woman Club Tour 2010」（2010年10月3日 原宿ASTRO HALL、2010年10月5日 心斎橋CLUB DROP）
- 「LIV MOON CLUB SHOW 2011 GOLDEN MOON ～月華月虹～」（2011年4月24日 東京O-EAST）
- 「LIV MOON CLUB SHOW2012“Symphonic Moon”」（2012年3月3日、4日 恵比寿リキッドルーム）

### テレビ
- 「音の素」（2010年1月13日、日本テレビ）